# Ezio Zani
Ezio Zani (Mantova, 12 dicembre 1969) è un politico italiano.

## Biografia
Laureato con lode in giurisprudenza all'Università di Parma nel 1993, è avvocato patrocinante in Cassazione e assistente alla cattedra di Diritto amministrativo e Diritto processuale amministrativo presso lo Facoltà di Giurisprudenza dell'Università di Trieste.
Esponente del Partito Popolare Italiano, nel 1997 è eletto sindaco di Marcaria per una coalizione di centrosinistra, venendo confermato nel 2001 e restando in carica fino al 2006, quando rimane nel medesimo consiglio comunale come capogruppo di maggioranza.
Dal 1997 al 2004 è stato Consigliere nazionale dell'ANCI e dal 2004 al 2011 è membro del direttivo regionale lombardo della stessa associazione. Presidente provinciale mantovano de La Margherita; dal 2006 al 2011 è stato è assessore alla Provincia di Mantova con delega alle attività produttive, ai progetti speciali e sviluppo e al servizio idrico integrato. 
Candidato per il Partito Democratico alle elezioni politiche del 2008 nella circoscrizione Lombardia 3; non risulta eletto. Dal 2010 al 2012 è stato membro del consiglio di amministrazione di Banca Antonveneta. Nell'agosto 2012 è proclamato deputato della XVI legislatura della Repubblica Italiana nella circoscrizione Lombardia 3 per il Partito Democratico in sostituzione della dimissionaria Marilena Parenti. Rimane in carica fino al termine della legislatura, nel marzo 2013.
Nel luglio 2020 diventa vicepresidente di Acqualatina, la società che gestisce il servizio idrico nell’Ato4 lombardo.